# Sunshine Coast (Colombie-Britannique)
Pour les articles homonymes, voir Sunshine Coast (homonymie).

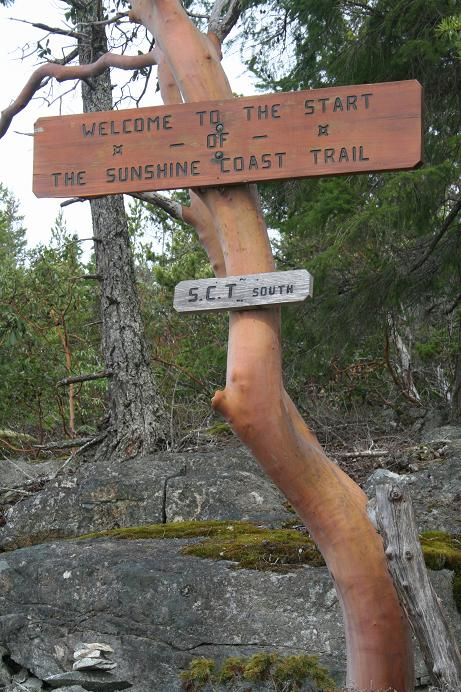
Début du Sunshine Coast, à Sarah Point.

La Sunshine Coast (en français : « côte ensoleillée ») est une région côtière au sud-ouest de la Colombie-Britannique au Canada, juste au nord-ouest de la ville de Vancouver, sur la rive est du détroit de Géorgie.

## Origine de l'expression
Au début des années 1900, Herbert Withaker entreprend de développer le tourisme et l'exploitation forestière aux alentours de Sechelt. En 1926, la société Union Steamship Company achète les terrains de Withaker et décide d'utiliser l'expression « Sunshine Coast » pour désigner la région, dans un but de promotion touristique.

## Géographie
La Sunshine Coast est généralement divisée en deux parties : la « Lower Sunshine Coast » et la « Upper Sunshine Coast ».
La Lower Sunshine Coast s'étend depuis la baie Howe au sud, jusqu'à la baie Jervis au nord. La Upper Sunshine Coast commence sur la rive opposée de la baie Jervis, à Saltery Bay, et se termine vers la baie Desolation (en anglais : Desolation Sound).